# 郝昭
郝昭（2世紀—3世紀），字伯道，太原郡人，三國時代曹魏将领，曾在諸葛亮北伐戰爭中防守陳倉，成功抵禦諸葛亮的進攻。

## 生平

### 早年經歷
郝昭少年从军，屡立战功，逐渐晋升为杂号将军，鎮守河西地區十餘年，當地人民和外族都服從他。
建安二十年（215年） 张进、麹演和黄华等人互相勾结，在河西一起叛乱，武威的三种胡又在道路上当贼匪，令道路断绝，武威太守毌丘兴向苏则告急。鉴于当时雍州和凉州的土豪都投靠张进，当时人人都认为张进势力太强，而且郝昭和魏平等人亦曾被下诏不能领兵西进，根本不可能抵抗张进。但苏则便游说郝昭和羌族首领等，最终得到他们支持，最终令三种胡投降，成功营救武威。
太和元年（227年），麴英叛亂，殺臨羌縣縣令和西都縣縣長，郝昭與鹿磐前往討伐，斬殺麴英。

### 陳倉之圍
太和二年（228年）年初，張郃於街亭之戰戰勝，諸葛亮撤軍後，曹真認為諸葛亮不久必進攻陳倉，於是派郝昭和王雙守陳倉，並修築陳倉城。十二月（即229年年初），諸葛亮果然領兵攻陳倉，郝昭固守，諸葛亮於是派郝昭同鄉靳詳在外勸郝昭投降，但郝昭不聽。諸葛亮見自領數萬兵而城中只有一千多兵，曹魏救兵未到，於是攻城，架雲梯和衝車攻城，但郝昭又用點火的箭矢燒毁雲梯和以石磨壓毀衝車；諸葛亮又用百尺井闌射箭入城，又填平護城河打算直接攻城；郝昭又加建內層城牆抵擋。諸葛亮又挖地道要入城，郝昭又阻截地道。防守了二十多日，諸葛亮無法攻下，此時費曜領援軍到來，諸葛亮退軍。

### 去世
戰後郝昭受封為列侯，魏明帝更打算重用他，但郝昭不久即去世。

## 家庭

### 子女
- 郝凱

## 评价
- 曹叡：“卿乡里乃有尔曹快人，为将灼如此，朕复何忧乎？ ”（《三国志·魏书·明帝纪》）
- 郝经：“心为气城，兵为城城，心固则气固，兵固则城固。静密专安，内外如一，无隙无瑕，以主待客，虽画地守之可也。况于城乎！又必兵械备具，薪粮足馀。进有郭围，退有停障。远有救援，迩有间侯。啬力多暇，明慎罚赏，申饬教戒，禁绝讹妄。血视肉薄，示之必死。曹仁之守樊，郝昭之守陈仓，张特之守新城，皆是也。”（《续后汉书》）
- 魚豢：「爲人雄壯」（《魏略》）
- “若墨翟之制公输，郝昭之拒葛亮，或萦带而连堞，或射火而重炉，可谓善守城矣。”（《軍誡秘術》）
- 钟敬伯：“郝昭尽有智略。”（《汇评三国志演义》）
- 毛宗岗：“孔明不减公输，郝昭不减墨翟。”（《汇评三国志演义》）
- 曾国藩：“孙仲谋之攻合肥，受创于张辽；诸葛武侯之攻陈仓，受创于郝昭；皆初气过锐，渐就衰竭之故。”

## 藝術形象

### 文學作品
- 郝昭在小說《三國演義》中被增加了諸葛亮趁其病危時攻入陳倉，震驚而死的虛構劇情。

### 影視
- 1994年电视剧《三国演义》：李世才
- 2010年电视剧《三国》：秦梵翔

於此劇中，因曹真中諸葛亮與姜維之計，以大都督兵符令其給予王雙一半兵馬。而後陳倉城遭蜀軍得王雙的一半兵馬軍旗及衣物而充當內應開城被攻陷，自刎而死。
- 2017年电视剧《大軍師司馬懿》：趙作山

於此劇中，中諸葛亮與姜維之計，深夜被騙開城門，而後陳倉城陷，不願投降被姜維所殺

## 相關人物
- 蘇則